# De Uilenreeks
De Uilenreeks, een literaire boekenreeks van de in 1934 opgerichte Amsterdamse uitgeverij Bigot & Van Rossum werd uitgegeven tussen 1934 en 1947.

## Auteurs en titels van de reeks
- 1. C.J. Kelk en Halbo C. Kool = Nieuwste dichtkunst, 1932: 1e druk, 70 p, 19 cm,[1][2]
  - 2e vermeerde druk: 1936, 76 p,[3][4]
  - 7e druk: ca. 1942, 80 p, 18 cm[5]
- 2. Mien Labberton, Wat niet vergaat
- 3. C.J. Kelk en Halbo C. Kool = Middelnederlandsche lyriek, 1934, 78 p, 19 cm, 3e druk: 1941[6]
- 4. J. Sjollema, Napelsgeel en hemelsblauw, 1934, 59 p, ill., 19 cm,[7]
  - 2e druk: 1935 - 1940 (??)[8]
- 5. Raymond Herreman en Marnix Gijsen = Vlaamsche Verzen van dezen tijd, 80 p, 19cm[9]
- 6. Jeanna Oterdahl,Ruth, de kleine koningin, 1934, 54p, vert. uit het Zweeds door Ag. Lind, tek. van Co Chevallier
- 7. Ivan Boenin, De zaak Kornet Jelagin, 1934, met een inleiding van prof. dr. S. Frank ; uit het Russisch vertaald in samenwerking met prof. dr. B. Becker door Aleida G. Schot,
- 8. C.J. Kelk, Wilhelm Tell, 1935, 70p, [10]
- 9. Antoon Coolen, Peerke de Haas, 1935, 72p, Tweede herschreven uitgave van: Peerke dat manneke. Edam, 1926, [11]
- 10. C.J. Kelk, Variatie op het thema Vrouw, 1935, 68p[12]
- 11. Tony de Ridder = De overkant
- 12. Aldous Huxley = De Gioconda glimlach; Het portret (vertaald door H. Balfoort)
- 13. Helma Wolf-Catz = Het gezin
- 14. Mien Labberton = Jeugd in de branding
- 16. C.J. Kelk en Halbo C. Kool = Moderne lyriek
- 17. Johan Wesselink = De zomertocht van den reus
- 18. Arthur Goldsteen = Een teekenaar door Iberië (inleiding van Richard Roland Holst)
- 19. W.M. Garsjin = De roode bloem
- 20. Clara van Mesdag = Het licht der wereld
- 21. Mien Labberton = Lichtende horizon
- 22. C.J. Kelk = Een kind van Uncle Sam
- 23. Tony de Ridder = Van den akker
- 24. Anton van Duinkerken = Vondels lyriek
- 25. Jan Poortenaar = Ons is gheboren
- 26. Jeanna Oterdahl = Het kind uit de diepte
- 27. Paul Guermonprez en Leo Meter = Adam's vijfde rib
- 28. Anton van Duinkerken en C.J. Kelk = Poëzie uit den Pruikentijd
- 29. Helma Wolf-Catz = Een nacht
- 30. Jan Engelman = Adam zelf: de heeren der schepping op den keper bekeken middels vele wijze mannen en vrouwen, oude gekleurde prenten en teksten, 46p, 19cm,[13][14]
- 31. Cornelis Veth = Gisteren en vandaag
- 32. C.J. Kelk en Halbo C. Kool = Stekelbaarzen en hekelvaerzen
- 33. Anton van Duinkerken = Twee vierkante meter
- 34. Paul Guermonprez en Leo Meter = Eva's jongste dochter
- 35. Sinclair Lewis = Koninkje
- 36. J.P.H. Krijgsman = Een vlucht door zeven eeuwen poëzie
- 37. Henriette Mooij = Bij de bloemen
- 38. Henriette van Eyk = Het eenig echte
- 39. Mien Labberton = Geloof – Hoop – Liefde
- 40. Metty Naezer = Russische volksverhalen
- 41. J.H. Speenhoff = De jonge schilders in een vrachtauto
- 42. Jean Giraudoux = De amoureuze vergissing
- 43. C.J. Kelk en Halbo C. Kool = De liefde zingt in verzen
- 44. Victor E. van Vriesland = De potsenmaker van Onze Lieve Vrouw
- 45. Franz Grillparzer = De arme speelman
- 46. Han G. Hoekstra = In de donkere dagen voor Kersttijd
- 47. P.H. Muller = Toen de dieren nog spraken
- 48. Mary Dorna = Mijn oom Ricardo
- 49. Herluf van Merlet (pseudoniem van H.C.J.A. van Lamsweerde) = Adam en Eva voor den spiegel
- 50. Hans Brandts Buys en Joop Löbler = Klein Geuzenliedboek
- 51. Omar Khayyam = Rubáiyat = vertaald, ingeleid en van aantekeningen voorzien door Johan van Schagen
- 52. Henriette van Eyk = Vader Valentijn viert feest